# Antiblemma acron
Antiblemma acron är en fjärilsart som beskrevs av William Schaus 1914. Antiblemma acron ingår i släktet Antiblemma och familjen nattflyn. Inga underarter finns listade i Catalogue of Life.